# Ochthebius javieri
Ochthebius javieri är en skalbaggsart som beskrevs av Manfred A. Jäch 2000. Ochthebius javieri ingår i släktet Ochthebius och familjen vattenbrynsbaggar. Inga underarter finns listade i Catalogue of Life.